# Библиотека „Илија Гарашанин” (Гроцка)
Библиотека „Илија Гарашанин” Гроцка је библиотека позајмног типа. Једна је од 13. организационих јединица, односно општинских мрежа Библиотеке града Београда. Мрежу чине централна библиотека, која се налази у улици Булевар ослобођења 11 у Гроцкој и 2 огранака. Централну библиотеку чине позајмно одељење, читаоница и дечје одељење, које се налази у издвојеном објекту у непосредној близини централне библиотеке.
Библиотека „Илија Гарашанин” у Гроцкој налази се у оквиру заштићене амбијенталне целине Грочанска чаршија, која представља непокретно културно добро као просторно културно-историјска целина од великог значаја.

## Историја
Јавну библиотеку у Гроцкој је средином 19. века основао познати државник и Грочанин Илија Гарашанин, чије име библиотека данас носи. Стварању и богаћењу фонда након оснивања доприносили су људи свесни значаја библиотеке као институције. Токоп Првог светског рата библиотека са библиотечким фондом била је уништена, па се двадесетих година 20. века морало почети изнова.
У периоду после Другог светског рата библиотека је радила под управом Народног универзитета Гроцке, као и Ранчићева кућа са Завичајним музејом (данас Центар за културу Гроцка). Ове институције су крајем 20. века биле средиште културног живота Гроцке, са богатим изложбеним и културним програмима.
После вишегодишњих настојана 9. јануара 1989. године одржан је референдум на коме су се радници готово свих општинских библиотека у Београду изјаснили за интеграцију. Тиме је Библиотека „Илија Гарашанин” постала једна од организационих јединица, односно општинских мрежа Библиотеке града Београда.

## Библиотека данас
Библиотека „Илија Гарашанин” у Гроцкој данас је модерна, савремено опремљена јавна библиотека позајмног типа са богатим књижним фондом. Године 2016. у склопу реконструкције Грочанске чаршије зграда библиотеке је у потпуности реконструисана, а библиотечки простор опремљен новим, модерним мобилијаром. У објекат деценијама није улагано, тако да су грађевински радови били опсежни.
У библиотеци се, као и у огранцима, организују бројни програми намењени публици различитих узраста. Библиотека остварује сарадњу са многим организацијама и институцијама, међу којима су: Градска општина Гроцка, Центар за културу Гроцка, затим све грочанске основне школе и вртићи и многи други.
- Зграда библиотеке у Грочанској чаршији
- Нова читаоница
- Фонд библиотеке
- Кутак за одабир књига

### Легат Александра Костића
После реконструкције библиотека „Илија Гарашанин” добила је и сталну музеолошку поставку легата чувеног српског микробиолога, професора др Александра Костића. Легат је пуне две деценије био далеко од очију јавности, а данас се налази у холу библиотеке.

### Огранци Библиотеке
- Дечје одељење, Булевар ослобођења 23, Гроцка
- Огранак у Калуђерици, Краља Петра Првог 7, Калуђерица
- Огранак у Врчину, 29. новембра 25, Врчин